# Alice di Borgogna
Alice di Borgogna o Adelaide di Borgogna (1233 – 23 ottobre 1273) fu duchessa consorte del Brabante e di Lorena dal 1251 al 1261, poi fu reggente dal 1261 al 1269.

## Origine
Alice o Adelaide, secondo gli Annales Parchenses era figlia del Duca di Borgogna e re titolare di Tessalonica, Ugo IV (1212 – 1272) e della moglie (come ci viene confermato dalla Chronica Albrici Monachi Trium Fontium) Yolanda di Dreux (1212 – 1248), che era figlia del conte di Dreux e di Braine, Roberto III e della moglie (come ci viene confermato dal documento n° LXXIX del Cartulaire du comté de Ponthieu Eleonora, signora di Saint-Valéry.
Ugo IV di Borgogna era l'unico figlio maschio del Duca di Borgogna, Oddone III e di Alice di Vergy, come ci confermano gli Annales S. Benigni Divisionensis (Anno ab incarnatione domini 1212. 7. Idus Marcii, 6. feria ante mediam noctem anno bisextili natus est Hugo, filius Oddonis ducis de domina de Vergerie); Alice, come ci conferma la Histoire généalogique des ducs de Bourgogne de la maison de France, era figlia di Ugo signore di Vergy, e della moglie (come risulta dal documento nº 4314 del Recueil des chartes de l'abbaye de Cluny. Tome 5 -Hugo dominus Vergiaci........uxor eius domina Gilia-) Gillette di Traînel ( † dopo il 1217) e, secondo il documento nº 64 del Collection des principaux cartulaires du diocèse de Troyes, Volume 1, inerente a una donazione fatta dal padre stesso, figlia di Guarniero, signore di Traînel, che cita il marito di Gisla (Hugo de Vergeio gener meus) e della moglie di cui non si conoscono né il nome né gli ascendenti.

## Biografia
Alice, nel 1251, fu data in moglie al duca di Lorena e del Brabante, Enrico III, che, secondo la Genealogia Ducum Brabantiæ Heredum Franciæ era il figlio maschio primogenito del duca Duca del Brabante e di Lorena, Enrico II (1207 – 1248) e di Maria di Svevia (1201 – 1235), che, secondo gli Annales Marbacenses, era la figlia femmina secondogenita del Duca di Toscana, duca di Svevia e re di Germania, Filippo di Svevia e di Irene Angelo, principessa bizantina, figlia, secondo il Ryccardus de Sancti Germano Chronica dell'imperatore Isacco II Angelo e di Irene Tornikaina, figlia di Demetrio Tornisse e della moglie, Malakissa.
Suo marito, Enrico III, era stato sostenitore del re di Germania (eletto anti-re in opposizione a Federico II), il Conte d'Olanda, Guglielmo II; dopo la morte di Guglielmo II, nel 1257, erano stati eletti, in contrapposizione due re di Germania: Riccardo di Cornovaglia (1209 – 1272) e Alfonso X di Castiglia (1221 – 1284); fra i due pretendenti, Enrico sostenne Alfonso (secondo la Chronica nobilissimorum ducum Lotharingiae et Brabantiae ac regum Francorum, Enrico aveva ricevuto del denaro da Alfonso per sostenerlo contro Riccardo.), ma nel maggio 1257 non fece nulla per ostacolare l'ingresso di Riccardo in Aquisgrana, dove fu incoronato.
Alice rimase vedova, nel 1261; infatti suo marito, Enrico III, ammalatosi in quello stesso anno, firmò sul letto di morte un atto che accordava maggiori diritti giuridici ai suoi sudditi del Brabante, come risulta dalla Chronica nobilissimorum ducum Lotharingiae et Brabantiae ac regum Francorum; sempre la Chronica nobilissimorum ducum Lotharingiae et Brabantiae ac regum Francorum ci informa della sua morte a Lovanio e della sepoltura in quella città nella chiesa dei Predicatori, che egli stesso aveva fatto costruire.
Dopo la morte di Enrico III, nel titolo di duca del Brabante gli succedette il figlio primogenito, Enrico, sotto tutela della madre, Alice.
La successione viene confermata anche dagli Annales Parchenses; pare che il malgoverno della duchessa causò dei moti popolari a Lovanio. Nella reggenza intervennero anche lo zio, il langravio d'Assia Enrico I, e da un cugino, Enrico di Lovanio, signore di Gaesbeek.
Enrico IV aveva circa 10 anni, ma secondo la Genealogia Ducum Brabantiæ Heredum Franciæ era un minorato (fatui et insensatum, debile et deformem), ancora secondo la Histoire généalogique des ducs de Bourgogne de la maison de France, rinunciò dopo pochi anni al ducato, in favore del fratello minore Giovanni; secondo i Trophees tant sacres que profanes de la duché de Brabant..., Volume 1 a tale rinuncia fu forzato dalla madre, Alice; Giovanni I, sino al raggiungimento della maggior età, governò sotto la reggenza della madre: infatti, il riconoscimento di Giovanni I a Riccardo come re di Germania, fu confermato da Alice.
Secondo la storico, Patrick van Kerrebrouck, nel suo Les Capétiens, 987-1328, P. van Kerrebrouck, 2000, Alice fu in corrispondenza con San Tommaso d'Aquino, che le dedicò una sua opera; tra le lettere del Santo vi è anche una Epistola ad ducissam Brabantiae.
Alice morì nel 1273, il 23 ottobre, secondo il Trophées tant sacrés que profanes du duché de Brabante e fu sepolta accanto al marito nella chiesa dei Predicatori di Lovanio.

## Figli
Alice ad Enrico III diede quattro figli:
- Enrico[26](1251 – 1272), che succedette al padre come duca di Brabante[17];
- Giovanni I il Vittorioso[26] (1253 – 1294), succeduto al fratello Enrico come duca di Brabante[17];
- Goffredo[26] († 1302), signore d'Aerschot;
- Maria[26] (1256 † 1321), andata sposa nel 1274 a Filippo III l'Ardito, re di Francia (1245 – 1285)[26].

## Ascendenza
|                        |                     |                         | Genitori             |  |  | Nonni |  |  | Bisnonni            |  |  | Trisnonni             |  |
|                        |                     |                         |                      |  |  |       |  |  | Ugo III di Borgogna |  |  | Oddone II di Borgogna |  |
|                        |                     |                         |                      |  |  |       |  |  | Ugo III di Borgogna |  |  | Oddone II di Borgogna |  |
|                        |                     | Maria di Blois          |                      |  |  |       |  |  | Ugo III di Borgogna |  |  |                       |  |
| Oddone III di Borgogna |                     |                         |                      |  |  |       |  |  | Ugo III di Borgogna |  |  |                       |  |
|                        |                     | Alice di Lorena         | Matteo I di Lorena   |  |  |       |  |  |                     |  |  |                       |  |
|                        |                     | Alice di Lorena         | Matteo I di Lorena   |  |  |       |  |  |                     |  |  |                       |  |
|                        |                     | Alice di Lorena         | Berta di Svevia      |  |  |       |  |  |                     |  |  |                       |  |
| Ugo IV di Borgogna     |                     | Alice di Lorena         |                      |  |  |       |  |  |                     |  |  |                       |  |
|                        |                     | Ugo di Vergy            | Guido di Vergy       |  |  |       |  |  |                     |  |  |                       |  |
|                        |                     | Ugo di Vergy            | Guido di Vergy       |  |  |       |  |  |                     |  |  |                       |  |
|                        |                     | Ugo di Vergy            | Alice/Adelaide       |  |  |       |  |  |                     |  |  |                       |  |
| Alice di Vergy         |                     | Ugo di Vergy            |                      |  |  |       |  |  |                     |  |  |                       |  |
|                        |                     | Gillette di Trainel     | Guarniero di Trainel |  |  |       |  |  |                     |  |  |                       |  |
|                        |                     | Gillette di Trainel     | Guarniero di Trainel |  |  |       |  |  |                     |  |  |                       |  |
|                        |                     | Gillette di Trainel     | …                    |  |  |       |  |  |                     |  |  |                       |  |
| Alice di Borgogna      |                     | Gillette di Trainel     |                      |  |  |       |  |  |                     |  |  |                       |  |
|                        | Roberto II di Dreux | Roberto I di Dreux      |                      |  |  |       |  |  |                     |  |  |                       |  |
|                        | Roberto II di Dreux | Roberto I di Dreux      |                      |  |  |       |  |  |                     |  |  |                       |  |
|                        | Roberto II di Dreux | Agnese di Baudemont     |                      |  |  |       |  |  |                     |  |  |                       |  |
| Roberto III di Dreux   | Roberto II di Dreux |                         |                      |  |  |       |  |  |                     |  |  |                       |  |
|                        |                     | Iolanda di Coucy        | Rodolfo I di Coucy   |  |  |       |  |  |                     |  |  |                       |  |
|                        |                     | Iolanda di Coucy        | Rodolfo I di Coucy   |  |  |       |  |  |                     |  |  |                       |  |
|                        |                     | Iolanda di Coucy        | Agnese di Hainaut    |  |  |       |  |  |                     |  |  |                       |  |
| Yolanda di Dreux       |                     | Iolanda di Coucy        |                      |  |  |       |  |  |                     |  |  |                       |  |
|                        |                     | Tommaso di Saint-Valéry | …                    |  |  |       |  |  |                     |  |  |                       |  |
|                        |                     | Tommaso di Saint-Valéry | …                    |  |  |       |  |  |                     |  |  |                       |  |
|                        |                     | Tommaso di Saint-Valéry | …                    |  |  |       |  |  |                     |  |  |                       |  |
| Aénor di Saint-Valéry  |                     | Tommaso di Saint-Valéry |                      |  |  |       |  |  |                     |  |  |                       |  |
|                        |                     | Adele di Ponthieu       | …                    |  |  |       |  |  |                     |  |  |                       |  |
|                        |                     | Adele di Ponthieu       | …                    |  |  |       |  |  |                     |  |  |                       |  |
|                        |                     | Adele di Ponthieu       | …                    |  |  |       |  |  |                     |  |  |                       |  |
|                        |                     | Adele di Ponthieu       |                      |  |  |       |  |  |                     |  |  |                       |  |

### Letteratura storiografica
- Austin Lane Poole, La Germania sotto il regno di Federico II, cap. III, vol. V (Il trionfo del papato elo sviluppo comunale) della Storia del Mondo Medievale, 1999, pp. 94-127.
- Austin Lane Poole, L'interregno in Germania, cap. IV, vol. V (Il trionfo del papato e lo sviluppo comunale) della Storia del Mondo Medievale, 1999, pp. 128–152.
- C: W: Previté-Orton, L'Italia nella seconda metà del XIII secolo, cap. VI, vol. V (Il trionfo del papato e lo sviluppo comunale) della Storia del Mondo Medievale, 1999, pp. 198–244.
- (FR)  Histoire généalogique des ducs de Bourgogne de la maison de France.
- (FR)  Trophées tant sacrés que profanes du duché de Brabant.